# Kabinet-Topolánek I
Het kabinet–Topolánek I  was de regering van de Tsjechische Republiek van 16 augustus 2006 tot 9 january 2007. Het kabinet werd gevormd door de politieke partij Democratische Burgerpartij (ODS) na de Tsjechische kamerverkiezingen van 2006, Mirek Topolánek werd door president Václav Klaus tot premier aangesteld.

## Kabinet–Topolánek I (2006–2007)
| Ambtsbekleder                        | Ambtsbekleder   | Ambtsbekleder               | Functie(s)                             | Ambtstermijn     | Ambtstermijn    | Partij(en) |
| ------------------------------------ | --------------- | --------------------------- | -------------------------------------- | ---------------- | --------------- | ---------- |
|                                      | Mirek Topolánek | Mirek Topolánek (1956)      | Premier                                | 16 augustus 2006 | 9 mei 2009      | ODS        |
|                                      | Petr Nečas      | Petr Nečas (1964)           | Vicepremier                            | 16 augustus 2006 | 9 mei 2009      | ODS        |
| Minister van Arbeid en Sociale Zaken | Petr Nečas      | Petr Nečas (1964)           |                                        | 16 augustus 2006 | 9 mei 2009      | ODS        |
|                                      | Ivan Langer     | Ivan Langer (1967)          | Minister van Binnenlandse Zaken        | 16 augustus 2006 | 9 mei 2009      | ODS        |
|                                      | Alexandr Vondra | Alexandr Vondra (1961)      | Minister van Buitenlandse Zaken        | 16 augustus 2006 | 9 january 2007  | O          |
|                                      |                 | Vlastimil Tlustý (1955)     | Minister van Financiën                 | 16 augustus 2006 | 9 january 2007  | ODS        |
|                                      | Jiří Pospíšil   | Jiří Pospíšil (1975)        | Minister van Justitie                  | 16 augustus 2006 | 9 mei 2009      | ODS        |
|                                      | Martin Říman    | Martin Říman (1961)         | Minister van Industrie en Handel       | 16 augustus 2006 | 9 mei 2009      | ODS        |
|                                      | Jiří Šedivý     | Jiří Šedivý (1963)          | Minister van Defensie                  | 16 augustus 2006 | 9 january 2007  | O          |
|                                      | Tomáš Julínek   | Tomáš Julínek (1956)        | Minister van Volksgezondheid           | 16 augustus 2006 | 23 januari 2009 | ODS        |
|                                      |                 | Miroslava Kopicová (1951)   | Minister van Onderwijs, Jeugd en Sport | 16 augustus 2006 | 9 january 2007  | O          |
|                                      |                 | Aleš Řebíček (1967)         | Minister van Verkeer                   | 16 augustus 2006 | 23 januari 2009 | ODS        |
|                                      | Petr Gandalovič | Petr Gandalovič (1964)      | Minister van Regionale Ontwikkeling    | 16 augustus 2006 | 9 january 2007  | ODS        |
|                                      | Milena Vicenová | Milena Vicenová (1955)      | Minister van Landbouw                  | 16 augustus 2006 | 9 january 2007  | O          |
|                                      | Petr Kalaš      | Petr Kalaš (1940)           | Minister van Milieu                    | 16 augustus 2006 | 9 january 2007  | O          |
|                                      | Martin Štěpánek | Martin Štěpánek (1947–2010) | Minister van Cultuur                   | 16 augustus 2006 | 9 january 2007  | O          |